# Raymond Felton
Raymond Bernard Felton Jr. (Marion, Južna Karolina, 26. lipnja 1984.) američki je profesionalni košarkaš. Igra na poziciji razigravača, a trenutačno je član NBA momčadi New York Knicksa. Izabran je u 1. krugu (5. ukupno) NBA drafta 2005. od strane Charlotte Bobcatsa. 

## Srednja škola
Svoju srednjoškolsku karijeru započeo je u srednjoj školi "Latta High School". Predvodio ih je do dvije državne titule i s njima ostvario omjer 104-9. U svojoj trećoj i četvrtoj godini osvojio je nagradu "South Carolina Mr.Basketball", a ujedno je izabran i u McDonald's All-American petorku. 

## Sveučilište
Kao freshman osvojio je nagradu za igrača godine Karoline i tri puta je izabran za freshmana tjedna ACC konferencije. U prosjeku je postizao 12 poena i ukupno sakupio 236 asistencija. Na drugoj godini osvojio je nagradu "Naismith" za igrača godine. Imao je prosjek od 11.5 poena, ukupno sakupio 213 asistencija i predvodio Tar Heelse u ukradenim loptama (63). U svojoj trećoj i posljednjoj godini predvodio je Tar Heelse do osvajanja NCAA prvenstva. Tijekom treće godine prosječno je bilježio 12.9 poena i 6.9 asistencija. 

## NBA
Izabran je kao peti izbor NBA drafta 2005. od strane Charlotte Bobcatsa. U ljeto 2009. postao je zaštićen slobodan igrač, ali je prihvatio opciju jednogodišnjeg ugovora s Bobcatsima vrijedan 5,5 milijuna dolara. 11. srpnja 2010. Felton je potpisao dvogodišnji ugovor vrijedan 15,8 milijuna dolara za New York Knickse.

## NBA statistika

### Regularni dio
| Godina    | Klub      | Odig. uta. | Uta. poč. | Min. | 2P%  | 3P%  | Sl. bac.% | Skok. | Asist. | Ukr. lop. | Blok. | Poena |
| --------- | --------- | ---------- | --------- | ---- | ---- | ---- | --------- | ----- | ------ | --------- | ----- | ----- |
| 2005./06. | Charlotte | 80         | 54        | 30.1 | .391 | .358 | .725      | 3.3   | 5.6    | 1.3       | .1    | 11.9  |
| 2006./07. | Charlotte | 78         | 75        | 36.3 | .384 | .330 | .797      | 3.4   | 7.0    | 1.5       | .1    | 14.0  |
| 2007./08. | Charlotte | 79         | 79        | 37.6 | .413 | .280 | .800      | 3.0   | 7.4    | 1.2       | .2    | 14.4  |
| 2008./09. | Charlotte | 82         | 81        | 37.6 | .408 | .285 | .805      | 3.8   | 6.7    | 1.5       | .4    | 14.2  |
| Ukupno    |           | 319        | 289       | 35.4 | .399 | .318 | .785      | 3.4   | 6.7    | 1.4       | .1    | 13.6  |

## Vanjske poveznice
- Službena stranica  Arhivirana inačica izvorne stranice od 4. ožujka 2016. (Wayback Machine)
- Profil na NBA.com
- Profil  Arhivirana inačica izvorne stranice od 8. studenoga 2012. (Wayback Machine) na Basketball-Reference.com